# NGC 260
NGC 260 ist eine Spiralgalaxie vom Hubble-Typ Sc/P im Sternbild Andromeda am Nordsternhimmel. Sie ist schätzungsweise 240 Millionen Lichtjahre von der Milchstraße entfernt und hat einen Durchmesser von etwa 55.000 Lichtjahren. Die Galaxie ist Mitglied der NGC 252-Gruppe oder LGG 12.

Im selben Himmelsareal befinden sich u. a. die Galaxien NGC 252, NGC 258, IC 1584.
Das Objekt wurde am 27. August 1865 von dem deutsch-dänischen Astronomen Heinrich Ludwig d’Arrest entdeckt.